# Peyo (cheval)
Pour l’article homonyme, voir Peyo.
Peyo (né Peyo de l'Épée en 2003) est un étalon de type ibérique, connu en France pour ses interventions dans les hôpitaux avec son propriétaire Hassen Bouchakour.

## Histoire
Né Peyo de l'Épée en 2003, ses origines ne sont pas constatées par l'administration mais sont connues.
Il est né à Pérols à côté des marécages et de l'aéroport de Montpellier et est issu d'une jument lusitanienne et d'un étalon lusitanien Palomino d'origine Andrade du nom de "Fesco".
Il a eu une carrière de cheval de Dressage Artistique, ayant appartenu et ayant été dressé par Rémy et Jenny Largillière, fondateurs de la discipline.
Son propriétaire actuel et cavalier d'origine algérienne, Hassen Bouchakour, qui l'a acquis en 2011, assure avoir découvert la vocation de son animal du fait qu'il vient systématiquement se coller à des personnes malades ou handicapées à la fin de ses démonstrations.
Peyo fut le cheval invité d'honneur du Salon du cheval de Paris en 2018.

## Activité thérapeutique
Ce cheval est surnommé « Dr Peyo ».
Les témoignages veulent qu'il soit capable de reconnaître les malades en fin de vie, et attestent un certain nombre de « miracles » médicaux à son contact : des personnes avec Alzheimer retrouvant des souvenirs, un patient immobilisé depuis deux ans se remettant à marcher, etc ; cependant son propriétaire récuse que Peyo soit capable de « miracles ». 
Le cheval est suivi par une équipe scientifique, dans le but de mieux étudier sa relation avec les personnes malades. Il choisit spontanément les patients qu'il approche, et est vraisemblablement capable de détecter les tumeurs cancéreuses,. De plus, les doses d'anxiolytiques et de morphine de certains patients qu'il a visités ont pu être diminuées.
Hassen Bouchakour a créé une association, Les sabots du cœur, visant à offrir une sépulture décente aux personnes en fin de vie. Il prévoit de créer un centre thérapeutique à Calais, pour Peyo et des personnes en fin de vie.